# Rauðúlfs þáttr
Rauðúlfs þáttr es una historia corta islandesa (þáttr), una alegoría que se conserva en algunos manuscritos de Islandia de autor desconocido, posiblemente un monje del siglo XII o XIII. La obra trata de un episodio de la vida de Olaf II el Santo, rey de Noruega que visita a un hombre llamado Rauðúlfr (también llamado Rauðr y Úlfr), su entretenimiento al atardecer, su estancia nocturna en una estancia redonda y ricamente decorada y la visión que tuvo el rey aquella noche. La historia algunas veces aparece incorporada en la  saga separada de San Olaf.